# 老虎凳
老虎凳是一種可能導致死亡之刑罰，盛行於中國。早期的國民黨保密局常用此法以严刑逼供。其做法把犯人綁坐在長板凳上，上身和雙手被綁在背後连着長板凳的木架上，雙腿在凳面上伸直，膝蓋以上的大腿用繩綁在凳上，於小腿與板凳縫中或腳跟下置放磚塊，使受刑人的雙腳向上抬起，通過牽拉腿部的關節韌帶，給受刑人造成巨大的痛苦，導致肌肉撕裂或是瘀血，長時間刑求後，則將犯人鬆綁後攙架著跑步，以免導致雙腿成殘。
老虎凳还可以再进行改进。老虎凳上的手铐脚铐可以有伸缩功能，越动越紧，手腕脚踝就会被铐齿啮伤。粗糙的铁板可以磨坏从尾椎到肩背的皮肤。
兩頭翹是把受刑人一雙手臂反擰到背後，用繩索捆住並高高吊起，使受刑人的上身最大限度向前彎曲，腳下通過墊磚使受刑人的脚尖也逐漸抬高，最後使受刑人的頭和腳幾乎相貼，造成全身性的痛苦，比一般的老虎凳更加痛苦。